# Bertrand Balas

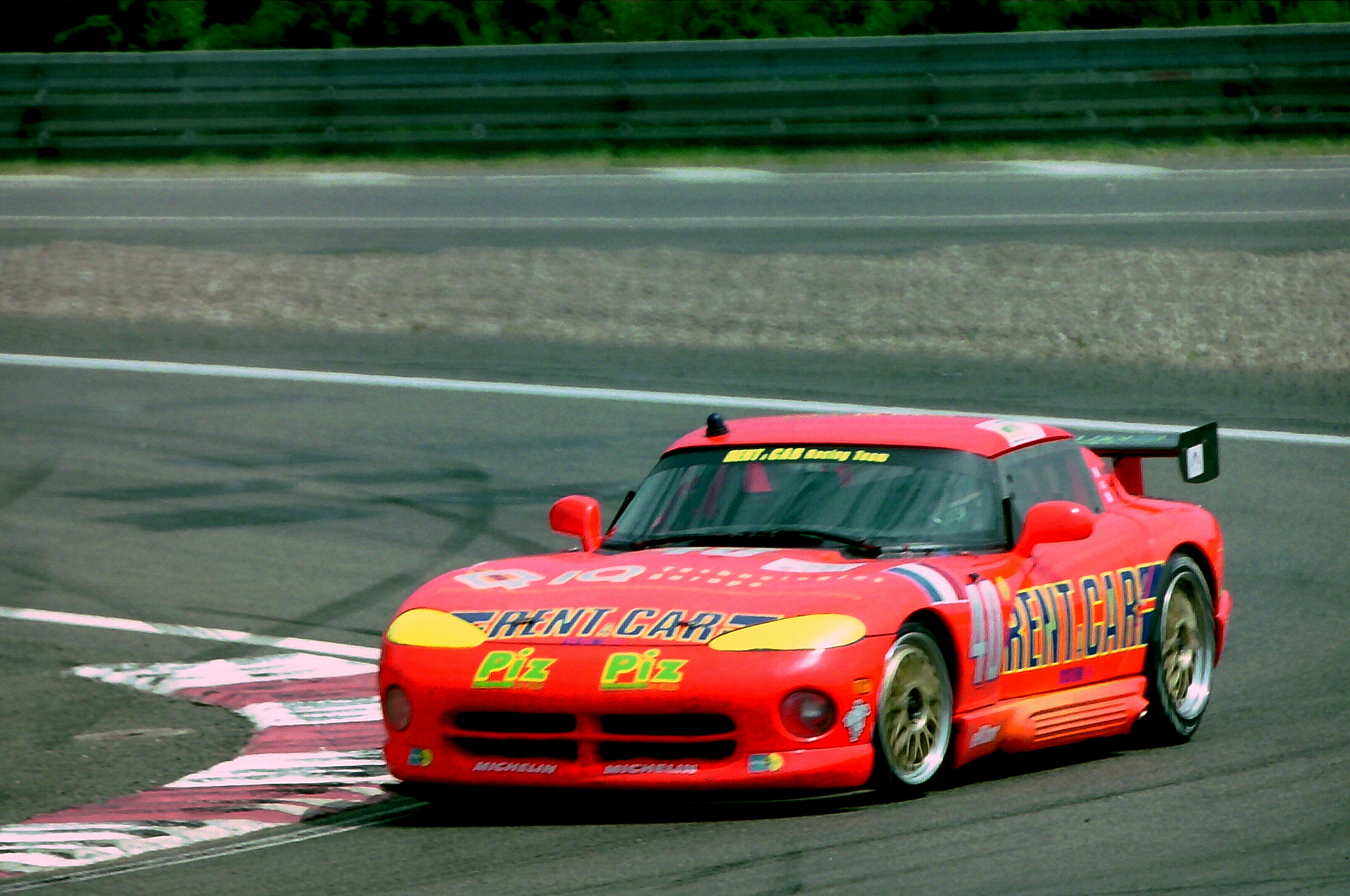
Die Dodge Viper R/T10 von René Arnoux, Justin Bell und Bertrand Balas beim 24-Stunden-Rennen von Le Mans 1994

Bertrand Balas (* 8. März 1956 in Grenoble) ist ein ehemaliger französischer Autorennfahrer.

## Karriere
Bertrand Balas war ab 1979 im Motorsport aktiv. Seine ersten Erfolge erzielte er in der Formel Renault. In der französischen Meisterschaft wurde er sowohl 1979 (Gesamtsieger Alain Ferté) als auch 1980 (Gesamtsieger Denis Morin) Gesamtvierter.
Zwischen 1981 und 1993 war er als Rallyefahrer aktiv und feierte einige Klassensiege bei der Tour de France für Automobile. 1993 begann er mit dem GT- und Sportwagensport. Er fuhr im französischen Porsche-Carrera-Cup und ging an der Seite von René Arnoux und Justin Bell 1994 beim 24-Stunden-Rennen von Le Mans an den Start.
In den 2000er-Jahren engagierte er sich in der französischen GT-Meisterschaft und ist seit vielen Jahren regelmäßiger Teilnehmer der Trophée Andros.

## Statistik

### Le-Mans-Ergebnisse
| Jahr | Team                   | Fahrzeug          | Teamkollege | Teamkollege | Platzierung | Ausfallgrund |
| ---- | ---------------------- | ----------------- | ----------- | ----------- | ----------- | ------------ |
| 1994 | Rent a Car Racing Team | Dodge Viper R/T10 | Justin Bell | René Arnoux | Rang 12     |              |